# Stockholmsposten

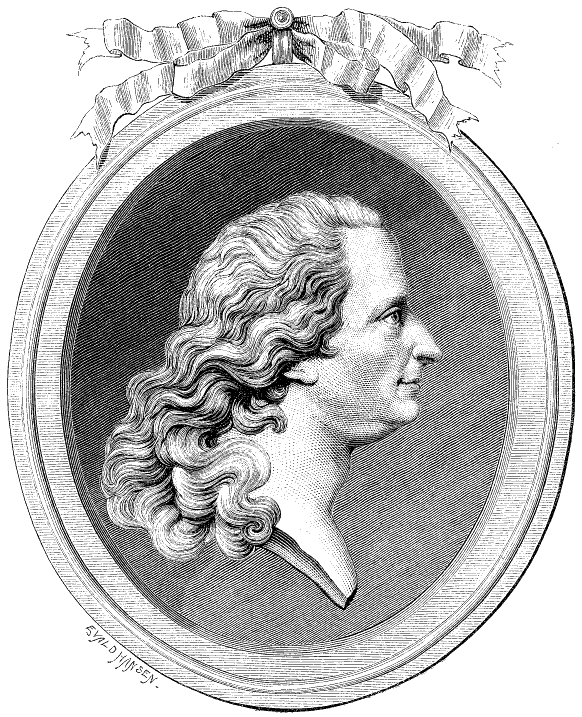
Johan Henric Kellgren

Stockholmsposten lub Stockholms-Posten – Gazeta, którą założyli w roku 1778 w Sztokholmie poeta Johan Henric Kellgren (1751-1795) i asesor Carl Peter Lenngren (1750–1827). Podejmowała tematy zarówno polityczne, jak i zagadnienia związane z krytyką literacką. Pierwszy numer gazety ukazał się 29 października 1778 a ostatni w 1833 roku.